# Нацрт групе академика за Меморандум САНУ
Нацрт групе академика за Меморандум САНУ, познат у јавности и као Меморандум САНУ, нацрт је документа који је израдио одбор од 16 чланова Српске академије наука и уметности у периоду од 1985. до 1986. године. Један од нацрта је као незавршена верзија отуђен од академика и објављен у дневним новинама „Вечерње новости” септембра 1986. године.
Меморандум је одмах изазвао бурне реакције у Југославији, због својих погледа на стање нације и захтијева за темељном реорганизацијом државе. Главна тема је тврдња да децентрализација води распаду Југославије и да су Срби дискриминисани уставним уређењем Југославије. У документу се тврди да је развој Србије еродиран подршком осталим дијеловима Југославије. Меморандум је званично осуђен 1986. од стране Владе СФРЈ и Владе СР Србије због подстицања национализма. Неки сматрају да објава документа кључни моменат у распаду Југославије.

## Преглед
Меморандум никада није био званичан акт Академије. Њега су писали неки академици, али тај акт не припада Академији, јер никада није усвојен ни на једном нашем органу.

— Никола Хајдин, председник САНУ 2003—2015
Маја 1986, након што је Иван Стамболић позвао владу на разговоре о Косову по први пут од 1981. године, САНУ је изабрала шеснаест угледних академика за израду нацрта меморандума истражујући узроке економско-политичке кризе и како се бавити проблемима. Планирано је да академија усвоји документ прије него што се представи Савезу комуниста Југославије и државним органима. Посљедњи нацрт, међутим, доспио је у режимски таблоид, новине „Вечерње новости” у септембру 1986. године. Новине су напале текст меморандума, описујући га као реакционарни и националистички, али га нису објавиле. Почела је званична кампања СР Србије и припадника Савеза комуниста Србије против меморандума.
Меморандум је подијељен на два дијела: „Криза југословенске привреде и друштва” и „Положај Србије и српског народа”. Први дио се односи на економске и политичке фрагментације Југославије које су услиједиле након доношења устава из 1974. године. Други дио се односи на инфериорни статус СР Србије у СФРЈ и положај Срба у СР Хрватској и на САП Косову.
У меморандуму се тврди да је Јосип Броз Тито додатно ослабио Социјалистичку Републику Србију подијелом територије и стварањем аутономних покрајина Војводина и Косово, што није урађена и у осталим југословенским републикама.
Коста Михаиловић је дао допринос на пољу економије, Михаило Марковић на пољу самоуправљања, а Василије Крестић на пољу положаја Срба у Хрватској.
Добрица Ћосић је лажно оптуживан у медијима и јавности да је имао везе са писањем Нацрта, што је део домена политичке пропаганде. Аутори Нацрта Меморандума САНУ били су, управо супротно, против укључења Ћосића, пошто би његово учешће дало основа за политичку дискредитацију планираног документа.

## Пријем
Радећи на тексту Меморандума, Комисија није бежала од се о своју научну и грађанску дужност. На примаоцима поруке било би да искористе што могу, а да остало одбаце. Да ли је цео тај подухват био часно дело или није, пресудиће историја.

— Милош Мацура, академик САНУ
Меморандум је осудио Савез комуниста Југославије, укључујући Слободана Милошевића, будућег предсједника Србије, који је јавно рекао да је меморандум „ништа друго него најцрњи национализам”, и Радована Караџића, будућег лидера Срба у Босни и Херцеговини, који је изјавио „бољшевизам је лош, али национализам је још гори”. Упркос овим изјавама, Милошевић, Караџић и други српски политичари су се јавно сложили са већим дијелом меморандума и формирали блиске политичке везе са његовим писцима као што су Михаило Марковић, који је постао замјеник предсједника Социјалистичке партије Србије, и Добрица Ћосић, који је именован за предсједника Савезне Републике Југославије 1992. године.
Према речима академика Симе Ћирковића, спорни Меморандум САНУ треба сматрати за „такозвани меморандум“ јер га Академија никада није званично усвојила и сматра да је зато називање документа „меморандумом“ манипулација.
Један од аутора нацрта меморандума историчар Василије Крестић, изјавио је да је нацрт био примарно антикомунистички а потом и југословенски документ и да су се академици залагали за одржавање Југославије али и побољшања укупног положаја српског народа у држави.
Нацрт Меморандума је изразито критиковао Хелсиншки одбор за људска права.

## Тврдње у нацрту меморандума
- Албанци су починили геноцид над Србима на Косову (41 стр. и 56. стр. меморандума);
- Словенија и Хрватска су преузеле контролу над српском економијом. Југославија изводи индустрију из Србије (42. стр);
- Постоји потреба за уставним промјенама у Југославији због малтретирања и слабљења Србије (46. стр);
- Дискриминација Срба (50. стр)
- Србија је дала 2.500.000 жртава за Југославију (у Првом и Другом свјетском рату) и сада је жртва те државе (52. стр);
- Између 1690. и 1912. године, 500.000 Срба је избјегло са Косова гдје су Албанци починили геноцид (56. стр);
- Постоји велика дискриминација Срба на Косову и у Хрватској (58. стр);
- Срби у Хрватској су у опасности као никада до сада (62. стр);
- Сви писци српске националности из Босне и Херцеговине су српски, а не босански писци (65. стр);
- Српско питање неће бити ријешено прије стварања пуног националног и културног јединства српског народа без обзира гдје они живе (70—73. стр);
- Током посљедњих 50 година Срби су два пута били жртве физичког уништења, асимилације, покрштавања, културног геноцида, идеолошке индоктринације, а тврди се да то нема никакав значај (70—73. стр);
- Ако Југославија пропадне, Србија мора гледати свој национални интерес (73. стр).

## Аутори
Молим вас, нама је подметнуто да смо хтели да рушимо земљу. Напротив, Меморандум је био спис којим се покушао зауставити распад. …Када се појавила меморандумска афера, ми смо на Западу доживели аплауз. Онда је то протумачено као антикомунистички спис, као продор у неку нову демократску државу. Званична политика у земљи нас је напала. ...У Хагу се сада опет потеже Меморандум. ...То је вртлог дневне политике.

— Дејан Медаковић, потписник меморандума и председник САНУ 1999–2003
Комисија се састојала од 16 српских интелектуалаца:
- Павле Ивић
- Антоније Исаковић
- Душан Каназир
- Михаило Марковић
- Милош Мацура
- Дејан Медаковић
- Мирослав Пантић
- Никола Пантић
- Љубиша Ракић
- Радован Самарџић
- Миомир Вукобратовић
- Василије Крестић
- Иван Максимовић
- Коста Михаиловић
- Стојан Ћелић
- Никола Чобељић